# Szilágykövesd község
Szilágykövesd község (románul: Comuna Chieșd) község Szilágy megyében, Romániában. Központja Szilágykövesd, beosztott falvai Szilágysziget, Szilágyszigettelep.

## Népessége
A 2011-es népszámlálás adatai alapján a község népessége 2420 fő volt.